# 橄榄酸
橄榄酸（也称为2,4-二羟基-6-戊基苯甲酸，2,4-Dihydroxy-6-pentylbenzoic acid）是一种天然的植物酚，分子式C12H16O4，存在于大麻（Cannabis sativa）等植物中，是其大麻素类似物生物合成的中间产物。
绵腹衣酸是两个橄榄酸形成的缩酚酸，存在于一些地衣中。